# Michal Velíšek
Michal Velíšek (28. března 1973 – 13. září 2005 Praha) byl střihač TV Nova, zavražděný na pražském Karlově náměstí poté, co se zastal napadené ženy. Na následky střelného zranění břicha zemřel v nemocnici.
Z jeho vraždy byl obžalován David Lubina, již dříve několikrát zadržený pro ohrožování lidí střelnou zbraní. Dne 22. listopadu 2006 byl Lubina pravomocně odsouzen k trestu 25 let vězení.
Michal Velíšek byl 28. října 2005 vyznamenán medailí Za hrdinství in memoriam.
Nadace ADRA každoročně uděluje Cenu Michala Velíška lidem, kteří prokázali občanskou statečnost a slušnost v situacích, ve kterých jde o záchranu lidského zdraví či života.
Případem Michala Velíška byl inspirován třináctý díl 1. série televizního seriálu Případy 1. oddělení. Podobným způsobem jako Michal Velíšek byl zavražděn i jeho příbuzný, strážmistr Veřejné bezpečnosti Jiří Velíšek, který byl střelen do břicha při přepadení pošty v roce 1974. Této shodě náhod byl věnován díl Kdo potrestá vraha? dokudramatického seriálu Českého rozhlasu Historie českého zločinu.